# Бій під Крутами (1918)
Бій під Кру́тами — бій, що відбувся 16 (29)  або 17 (30) січня 1918 року біля залізничної станції Крути, за 130 кілометрів на північний схід від Києва, 18 км на схід від Ніжина. Одночасно з ним у Києві розпочалося третє більшовицьке повстання, яке змусило у вирішальний момент розвернути підкріплення, направлене на цей напрямок, на його придушення.
Українське військове командування очікувало основний наступ більшовиків не з напрямку Бахмача, а з полтавського напрямку, тому саме туди скерувало свіжі та найбільш боєздатні підрозділи чисельністю 500 вояків, а натомість до ст. Крути відправлено 300 виснажених юнаків 1-ї Української військової школи.
Цей бій тривав 5 годин між 4-тисячним підрозділом російської Червоної гвардії під проводом есера Михайла Муравйова та загоном із київських курсантів і козаків «Вільного козацтва», що загалом нараховував близько 500—600 вояків.
Бій під Крутами був успішним для оборонців української державності — наказ командування було виконано, стрімкий наступ ворога зупинено і здійснено організований відступ, руйнуючи за собою колії й мости. Російсько-більшовицькі нападники втратили боєздатність на чотири дні. Агресор мусив підтягнути нові сили, відремонтувати підірвані й поруйновані мости та залізничні колії, і лише після цього продовжувати свій наступ на Київ, не так залізничним шляхом, як на реквізованих селянських возах, запряжених кіньми, по розмоклій дорозі. Ця затримка ворога дала змогу українській делегації укласти Берестейський мирний договір, який врятував молоду українську державність.
Сучасників особливо вразило поховання 27 юнаків, які потрапили після бою в полон до більшовиків і були ними страчені. На похороні в Києві біля Аскольдової Могили голова Української Центральної Ради Михайло Грушевський назвав юнаків, які загинули в нерівній боротьбі, героями, а поет Павло Тичина присвятив героїчному вчинкові вірш «Пам'яті тридцяти».
Бій став важливою частиною української історичної пам'яті, а через заборону теми в радянський час і мало надійної інформації (серед головних джерел довгий час була праця Д. Дорошенка «Історія України. 1917—1923», написана 1930 року в Берліні, яка містить чимало перекручень) він обріс міфами, чимало з яких популярні й донині.
2006 року на місці бою під Крутами встановлено пам'ятник. З нагоди 80-ї річниці бою Монетний двір випустив в обіг пам'ятну монету номіналом 2 гривні.

## Передісторія

### Початок війни
4 (17) грудня 1917 року уряд народних комісарів РСФРР (Раднарком) надіслала ультиматум Українській Центральній Раді за підписами Володимира Леніна і Лева Троцького. Більшовики вимагали легалізувати більшовицькі військові загони в Україні й припинити їхнє роззброєння. Зазначалося, що в разі невиконання вимог російський радянський уряд вважатиме Центральну Раду в стані відкритої війни проти нього. 5 (18) грудня 1917 року, не дочекавшись відповіді від українського уряду, Раднарком оголосив війну УНР. Бойові дії розпочалися в середині грудня 1917 року, а з проголошенням Четвертим універсалом незалежності УНР Центральною Радою, 22 січня 1918  року країна опинилася у фактичному стані війни з більшовицькою Росією. 12 грудня 1917 року Всеукраїнський з'їзд рад у Харкові проголосив так звану Українську Народну Республіку Рад і вже в половині грудня надходила військова й інша допомога більшовицьким силам в УНР.
Тим часом із майже 300 тисяч війська, яке було прихильним до Центральної Ради ще влітку 1917 року, до січня 1918 кількість військ вірних та вмотивованих захищати УНР зменшилася до близько 15 тисяч в усій країні. Солдати старої армії на той час переважно були втомлені війною й не хотіли продовжувати служити, що змусило усі нові уряди, які виникали на уламках імперії, створювати нову армію з добровольців. Окрім того, уряд УНР затягував із проведенням земельної реформи, що негативно вплинуло на настрої основної частини солдатів, які були селянами та прагнули їхати додому ділити поміщицьку землю. Під час наступу радянських військ загони армії УНР часто оголошували нейтралітет, або ж піддавалися на агітацію та переходили на бік більшовиків. Іншою загрозою для УНР була велика кількість більшовицьких прихильників у країні, навіть у Києві. Вирішальним для долі бою під Крутами і реально загрозливим для уряду УНР було і збройне повстання на заводі «Арсенал», яке було придушено.

Цю ситуацію описав Володимир Винниченко у своїй книзі «Відродження нації»:
|  | …Це була війна впливом… Наш вплив був менший. Він був уже остільки малий, що ми з великими труднощами могли складати якісь невеличкі більш-менш дисципліновані частини й висилати їх проти більшовиків. Більшовики, правда, теж не мали великих дисциплінованих частин, але їхня перевага була в тому, що всі наші широкі маси солдатства не ставили їм ніякого опору або навіть переходили на їхній бік, що майже все робітництво кожного міста ставало за ними; що в селах сільська біднота явно була більшовицька; що, словом, величезна більшість самого українського населення була проти нас. |

Під командуванням Антонова-Овсієнка 20-тисячний більшовицький загін прямував на схід України. Наприкінці грудня 1917 року радянську владу вже було встановлено у Харківській та Катеринославській губерніях.

### Формування студентського куреня
У Четвертому Універсалі уряд УНР закликав до боротьби з більшовицькими військами, а вже 5 січня 1918 року на зборах студентів молодших курсів Київського університету Св. Володимира і Українського народного університету було ухвалено створення Студентського куреня Січових Стрільців. Незабаром з'явилося у київських газетах звернення до українського студентства.

Звернення «До українського студентства»:
|  | Прийшов грізний час для нашої Батьківщини. Як чорна гайворонь, обсіла нашу Україну російсько-„большевицька“ грабіжницька орда, котра майже щодня робила у нас нові захвати, і Україна, одрізана звідусіль, може врешті опинитись в дуже скрутному стані. В цей час Українська фракція центру Університету св. Володимира кличе студентів-українців усіх вищих шкіл негайно прийти на підмогу своєму краєві і народові, одностайно ставши під прапор борців за волю України проти напасників, які хочуть придушити все, що здобуто нами довгою, тяжкою героїчною працею. Треба за всяку ціну спинити той похід, який може призвести Україну до страшної руїни і довговічного занепаду. Хай кожен студент-українець пам'ятає, що в цей час злочинно бути байдужим… Сміливо ж, дорогі товариші, довбаймо нашу скелю і йдімо віддати, може, останню послугу тій великій будові, яку ми ж самі будували — Українській державі! Записуйтесь до „Куреня Січових Стрільців“, який формується з студентів Університету св. Володимира та Українського Народного Університету, звідки, мабуть, ми будемо розподілені серед декотрих українських військових частин, для піднесення культурно-національної свідомості та відваги… |

Усупереч радянським теоріям, вступ до куреня був винятково добровільний, єдиною погрозою для неохочих був бойкот та можливе виключення зі складу студентів. До новоствореного куреня навіть вступили учні старших класів української гімназії імені Кирило-Мефодіївського братства м. Києва. Таким чином удалося скласти дві сотні, на чолі яких поставили студента Українського народного університету — старшину (сотника) Андрія Омельченка.
У бою під Крутами брала участь тільки одна сотня Студентського куреня (близько 120—130 осіб). Решта куреня під командою С. Довгаля, студента, який повернувся з німецького фронту у ранзі підпоручика, разом з іншими з'єднаннями брала участь у боях на вулицях Києва проти більшовицьких заколотників, які виступили збройно в кількості близько 6000 осіб.
Студенти перед тим вправлялися близько двох місяців і вчилися не лише стріляти, а й кидати бомби. Але загалом, студентський курінь не призначався для відряджання на фронт. Вони випадково зустріли в казармах загін юнацької військової школи, коли ті повернулися від Миколи Шинкаря, і після суперечки погодилися їхати з ними. Військове командування дало на це згоду, адже Бахмач вважався спокійною ділянкою фронту.

### Розклад сил перед боєм
Наступ на Київ радянські війська вели двома колонами. Одна, під керівництвом Михаїла Муравйова, наступала залізницею з Харкова через Полтаву. Друга, під керівництвом Рейнгольда Берзіна, наступала з Гомеля через Бахмач. Загін Муравйова складався переважно з московських, петроградських і тверських червоногвардійців (разом 1 500 бійців) та бронепотяга. Війська під керівництвом Берзіна нараховували 3500 вояків, 400 матросів Балтійського флоту, 12 гармат і бронепотяг ім. В. Леніна. Втім, це були переважно солдати старої армії, які воювали неохоче.
Для охорони кордонів України з півночі на станції Бахмач із середини грудня 1917 року перебував український гарнізон у складі чотирьох сотень (старших курсів) Першої української юнацької (юнкерської) військової школи імені Богдана Хмельницького під командою сотника Аверкія Гончаренка. Протягом півтора місяця вони успішно стримували війська Берзіна. Але кількатижневе перебування на позиціях і відсутність підкріплень негативно вплинули на бойовий дух юнаків, тому 23 січня вони самочинно повернулися на відпочинок до Києва. Після докорів Миколи Шинкаря вони погодилися повернутися на фронт, попри високу втому. Військове командування основний наступ очікувало не з Бахмача, а з полтавського напрямку, тому саме туди скерувало свіжі та найбільш боєздатні підрозділи: 1-шу сотню Січових стрільців, бойовий курінь чорних гайдамаків, загін Сердюцького полку ім. П. Дорошенка (разом 500 бійців).
Тим часом Муравйов, переконавшись, що залізниця після Полтави була добре зіпсована, вирішив перекинути свої сили на Бахмач. Там, під командою сотника Федора Тимченка, залишилося не більше 300 бійців: частина глухівських вільних козаків, рештки куреня Смерті й 13-го Січового полку, бронепотяг під командою сотника Миколи Ярцева і саморобний бронепотяг на залізничній платформі із артилерійською гарматою і кулеметами під орудою сотника Семена Лощенка. Це змусило Тимченка ввечері 28 січня без бою залишити Бахмач та відступити до станції Крути.
Після об'єднання двох колон радянських військ відбулася їхня реорганізація. Загони, які наступали з Полтави, отримали назву 1-ї Революційної армії, під командуванням Павла Єгорова. Загін Берзіна став називатися 2-ю Революційною армією. Загальне командування операціями проти Центральної Ради залишилося в руках Муравйова.
29 січня о 4 годині ранку ешелон з 1-ю Українською юнацькою школою та студентською сотнею прибув до ст. Крути. Як стверджував у спогадах А. Гончаренко, разом сили оборонців ст. Крути налічували 20 старшин і 500 бійців.  Українські сили в районі станції Крути загалом налічували, за різними оцінками, 500—600 вояків:
- Студентський Курінь: 116—130 вояків;
- 1-ша українська юнкерська школа ім. Богдана Хмельницького: 250—400 вояків;
- рештки куреня «Смерті» з добровольців з підрозділів місцевого Вільного козацтва: 50—100 вояків;
- на охороні залізниці: до 90 вояків.

Вони мали 16 кулеметів, а також «саморобний бронепотяг» ― одну гармату, яка була встановлена на залізничній платформі і могла пересуватися по колії. Були також вагон із запасом набоїв та гранат, лазарет із лікарем Бочаровим та санітарами.

## Дата
В березні 1918 року, коли уряд УНР вирішив вшанувати пам'ять загиблих під Крутами, виявилося, що докладних відомостей про час, місце і перебіг бою в штабі українського командування немає. Більшість документів українських частин було знищено під час відступу з Києва. Для багатьох учасників бою він був лише епізодом безнастанних бойових дій, тому значна частина з них не могла назвати дату. Тому її взяли з радянської преси, яка повідомляла про взяття Крут 29 січня. Але насправді то було хибне повідомлення зі штабу Муравйова, який сприйняв за Крути станцію Плиски, розташовану поруч. У спогадах декого з учасників бою, опублікованих невдовзі після подій, датою вказувалося 30 січня, але на це тривалий час не звертали увагу. Справжню дату й хід подій встановив історик Михайло Ковальчук завдяки архівним документам.

## Хід бою
Не наважуючись зустріти противника в Бахмачі, де перебувало до двох тисяч робітників, налаштованих по-більшовицькому, Аверкій Гончаренко самочинно, без узгодження з іншими частинами та керівництвом, полишивши інших оборонців наказав відступити до Києва. Опісля втрати Бахмачу та відступу вцілілих частин до залізничної станції Крути туди відбули і юнаки 1-ї військової школи та студентська сотня. Туди вони дісталися вже 28 січня. Позиції, розташовані за кілька сотень метрів від самої станції, були непогано підготовлені для бою. На правому фланзі вони мали штучну перешкоду — насип залізничної колії, на лівому — студентська сотня в складі вже наявного там загону почала копати окопи й споруджувати земляні укріплення. Командувач загону в Бахмачі Аверкій Гончаренко мав у своєму розпорядженні близько чотирьох сотень бійців, переважно юнкерів та студентів.
Бійці сотні Студентського куреня були поділені на чотири чоти (взводи) по 28—30 людей. Три з них зайняли позиції в окопах, четверта, що складалася з наймолодших та тих, хто не вмів стріляти, перебувала у резерві.
Наступного ранку 30 січня, близько 9 години ранку розпочався наступ. Загін матросів Ремньова потрапив під обстріл захисників Крут. З тилу їх підтримували ще й бронепоїзд і гармата, які здійснювали виїзди у тил ворога, що наступає, та вели їх обстріл. На залізничній платформі також була гармата сотника Лощенка, якою також стримували наступ більшовиків. Утрачаючи вбитих і поранених, більшовики продовжували наступ. Їхня гарматна батарея, що до часу стріляла не досить вдало, зосередила вогонь на українських позиціях.
Бій тривав до сьомої вечора, тобто до темряви, упродовж 10 годин. Командир студентської сотні сотник Омельченко постійно залишався при сотні, поки не був тяжко поранений і віднесений до лазарету. Він помер дорогою до Києва.
Українці відбили кілька атак. На допомогу Ремньову почали надходити інші загони Муравйова (зокрема, 1-й Петроградський загін), а з боку Чернігівської колії підійшов радянський бронепотяг, що розпочав обстріл оборонців з тилу.
Праворуч бійців юнкерської школи у полі зайняли позицію приблизно 80 добровольців «Вільних козаків» із сусідніх сіл, які цілий день відбивали наступ більшовиків. По закінченні бою ці добровольці повернулися до своїх сіл.
Близько 7-ї вечора, коли стемніло, бій почав стихати. У цей час українське командування отримало телеграму з Ніжина. Розташований там курінь ім. Тараса Шевченка, заявив про підтримку радянської влади. Це загрожувало ударом в запілля, тому сотник Гончаренко наказав поступово відходити до потяга, що стояв на іншій стороні станції Крути у напрямку Києва. Першою відходила Студентська сотня, а потім, по черзі, 2-га, 3-тя і 4-та сотні юнкерів, а 1-ша сотня прикривала відхід вогнем.
Більшості вдалося відступити на потязі, який на них чекав. Коло станції Бобрик розташовувався більший загін під керуванням Симона Петлюри, але, отримавши звістку про збройне повстання на заводі «Арсенал», Петлюра покинув позиції в Крутах і рушив на Київ, оскільки, на його думку, саме там була найбільша небезпека.
Близько 17-ї години зібралися всі українські підрозділи, і з'ясувалося, що не вистачає однієї чоти студентів, що стояла найближче до станції: у сум'ятті бою в полон потрапив розвідувальний звід (близько 30 осіб). Відступаючи в сутінках, студенти втратили орієнтир та вийшли прямо на станцію Крути, вже зайняту червоногвардійцями. Червоний командир Єгор Попов, розлючений значними втратами з боку радянських військ (близько 300 осіб), наказав ліквідувати полонених. За свідченнями очевидців, зі 27-ми студентів спочатку знущалися, а потім розстріляли. Учень 7-го класу 19-річний юнак Григорій Піпський зі Старосамбірщини перед розстрілом перший почав співати «Ще не вмерла Україна», і решта студентів підтримали спів.
Після розстрілу місцевим жителям деякий час забороняли ховати тіла померлих.

## Втрати
Нерідко наводяться дані, що українські сили втратили убитими, пораненими, полоненими та зниклими безвісти 250—300 вояків. Зокрема, Гончаренко у спогадах свідчить, що втрати серед юнкерів становили 250 чол., студентської сотні — одна чота (до 30 осіб), а також 10 старшин.
Проте за даними історика Ярослава Тинченка, це не відповідає дійсності — багато хто вцілів і відступив, з позицій було евакуйовано у трьох вагонах до 120 осіб поранених і контужених. Загальні втрати української сторони (убитими, пораненими та полоненими), за його оцінками, склали 127—146 осіб. Серед них загиблих: 45—60 осіб, з них 27 розстріляні опісля бою студенти. Детальніше:
- Студентський Курінь: 74—81 вбитих, поранених та забитих студентів і гімназистів.
  - убитих у бою: 10—12;
  - розстріляних після бою: 27;
  - поранених: 30—35;
  - полонених: 7.
- 1-ша українська юнкерська школа ім. Богдана Хмельницького: 33—40 вбитих та поранених юнкерів.
  - убитих у бою: 8—10;
  - поранених: 25—30.
- Курінь «Смерті»: точних даних немає, 20—25 вбитих та поранених вояків за припущенням Тинченка.

Про втрати більшовицьких військ точної інформації не існує. Озвучується цифра втрат більшовиків у 300 вояків убитими та пораненими. За словами Тинченка, така велика цифра втрат пояснюється тим, що війська П.Єгорова та Р.Берзіна протягом шести годин вели наступ на відкритому полі, де не можна було сховатись від рушниць, кулеметів, гармат студентів і юнкерів.

## Дослідження
В 1967 в Нью-Йорку Українська вільна академія наук США створила Комісію для дослідження фактів і дат української визвольної боротьби 1917—1920 років. Члени цієї комісії опитали учасників бою під Крутами, які залишилися живими та перебралися до США. За результатами роботи комісії вийшла книга «Велика українська революція. Календар історичних подій за лютий 1917 року — березень 1918 року».
В 1989 колишній прем'єр-міністр Уряду УНР Борис Мартос у своїй книзі «Визвольний здвиг України» у розділі «Правда про Крути» навів 12 неправдивих тверджень, які ще у 2008 тиражувалися і в Україні.
Над питанням про те, що відбулося під Крутами в часи незалежності України працював Науково-дослідний інститут українознавства при Міністерстві освіти і науки України. Керівник відділу міжнародних відносин інституту Володимир Улянич у рамках проєкту «Українці у світовій цивілізації» проаналізував документи і літературу з цього питання, свідчення очевидців бою та їх родичів, дані вперше здійснених археологічних розкопок.

## Оцінки
Ще за часів Української Центральної Ради для зменшення довіри й поваги до української влади з'явилася містифікація про начебто «даремну загибель у бою під Крутами трьохсот гімназистів і студентів» нібито не навчених навіть поводженню зі зброєю.

Ось як подаються ці події у радянському виданні спогадів Дмитра Дорошенка:
|  | Коли з боку Бахмача і Чернігова рушили на Київ більшовицькі ешелони, уряд не міг послати для відсічі ані єдиної військової частини. Тоді зібрали нашвидкуруч загін зі студентів і гімназистів старших класів і кинули їх — буквально на забій — назустріч прекрасно збройним і численним силам більшовиків. Нещасну молодь довезли до станції Крути і висадили тут на «позиції». В той час, коли хлопці (які у більшості не тримали ніколи в руках рушниці) безстрашно виступили проти більшовицьких загонів, що насувалися, начальство їх, група офіцерів, залишилася в потягу і влаштувала тут пиятику у вагонах; більшовики без зусиль розбили загін молоді і погнали його до станції. Побачивши небезпеку, ті, що знаходилися в потягу, поспішили дати сигнал до від'їзду, не залишившись ні на хвилину, щоб захопити з собою когось з бігучих… Шлях на Київ був тепер абсолютно відкритий. Говорять, ініціатива відправлення на видиму загибель декількох сотень нещасної молоді належала військовому міністрові М. В. Поршу. |

|                                                                      | Не ридати і нарікати нам сьогодні треба, згадуючи січневі та лютневі події в Україні, а навпаки, треба з достойною гордістю згадувати українське вояцтво, що своєю завзятістю і жертовністю допомогло українським законодавцям завершити своє державобудівництво, а українським дипломатам – здобути міжнародне визнання для самостійної, суверенної, ні від кого незалежної України. |
| — Роман Рахманний, «Національна трибуна», Канада, 29 січня 1984 року | |

За оцінками історика Володимира Улянича, оборонці української державності у бою під Крутами здобули переконливу воєнну перемогу:
|                                                                                               | Неспростовні і беззаперечні факти свідчать, що в бою під Крутами оборонці української державності завдали агресорам нищівного удару і отримали переконливу військову перемогу над ворогом. Адже наказ командування було виконано, наступ ворога зупинено і здійснено організований відступ, руйнуючи за собою колії і мости, щоб зупинити його просування. Російсько-більшовицькі нападники втратили боєздатність на чотири дні. Своїм самовідданим опором захисники Крут зупинили похід агресора, який мусів спершу зализати свої рани, підтягнути нові сили, відремонтувати підірвані й поруйновані мости та залізничні колії, і лише після всього цього продовжувати свій наступ на Київ, не так залізничним шляхом, як на реквізованих селянських возах, запряжених кіньми, по розмоклій дорозі. Саме ця затримка ворога дала змогу українській делегації укласти Брест-Литовський мирний договір, який врятував молоду українську державність. День української перемоги у бою під Крутами є законною гордістю українства. |
| — Правда про бій під Крутами // Володимир Улянич, Журнал «Воєнна історія» #1 (37) за 2008 рік | |

|                      | Мушу ствердити несовісність деяких авторів брошур на тему бою під Крутами, що в своїх публікаціях старалися вічною ганьбою покрити ім'я тої совісної старшини, що так віддано керувала боєм та чесно разом з молодими вміла вмирати. Твердження тих авторів, що наша молодь там була без проводу, є неправдивими. |
| — Аверкій Гончаренко | |

## Вшанування пам'яті

### Перепоховання
Трагічна загибель студентського куреня під Крутами стала символом патріотизму і жертовності в боротьбі за незалежну Україну.
Уже в березні 1918 року, після підписання Берестейського миру, за німецької окупації України та з поверненням уряду УНР до Києва, за рішенням Центральної Ради від 19 березня 1918 року було вирішено урочисто перепоховати полеглих студентів на Аскольдовій Могилі в Києві. 19 березня о 14:00 колона візників із 26 трунами вирушила з вокзалу в бік Педагогічного музею, де містилася Центральна Рада. Там відбувся траурний мітинг, на якому виступали Михайло Грушевський, Аркадій Степаненко та інші політики, відбулася громадська жалоба.
- Поховальна процесія рухається від Залізничного вокзалу до Центральної Ради (будівля Педагогічного музею). Ріг вул. Безаківської і Бібіковського бульвару (нині вул. Петлюри і бул. Т. Шевченка). 19 березня 1918.
- Труни крутянців. Там же.
Світлини опубліковані у часописі 1932 р., вказана дата «10 березня за старим стилем» є помилковою.[26]

Опис газети «Нова Рада» від 7 березня (20 березня) 1918:

| Вчора відбувся похорон студентів і гімназистів, що лицарськи склали свої буйні голови, боронячи Україну від нападу північних варварів. Коло другої годин дня жалібний похід вирушив од вокзала. Прості деревяні блакитні домовини були поставлені по два на площадки візників. В поході брали участь духовенство, студентський хор під орудою Кошиця, військовий оркестр, військові відділи і сила народу. Коло будинку Ц.Ради процесію зустрів уряд: члени Ради на чолі з проф. Грушевським і міністри на чолі з В. Голубовичем. Процесія спинилась. Проф. М.Грушевський промовляючи сказав приблизно так: – Dulce et decorum pro patria mori! – Солодко і прекрасно вмерти за отчизну, так як умерли оці сини й брати наші, які полягли головами, боронячи рідний край від ворогів… Якраз сьогодні, коли Ц.Рада засідала, почали зривати цього двохголового орла, цей символ самодержав’я, це пятно неволі, в якій Україна перебувала стільки віків.. Але ця операція знищення неволі не могла пройти безкровно, і кров пролилась. Щасливі ті, хто кров’ю засвідчив свою любов до рідного краю.. Слава їм і Вічний спокій! Крім д. Грушевського промовляли ще члени Ц.Ради О.Степаненко і представник старшини січових стрільців. Далі похід рушив по вулицях Фундуклеївській, Хрещатику, Олександрівській на Аскольдову могилу. Тут, над дніпровими кручами, поклали в землю вірних синів вільної України. На могили різними делегаціями було покладено багато вінків і живих квіток |
| — «Нова Рада» від 7 березня (20 березня) 1918 |

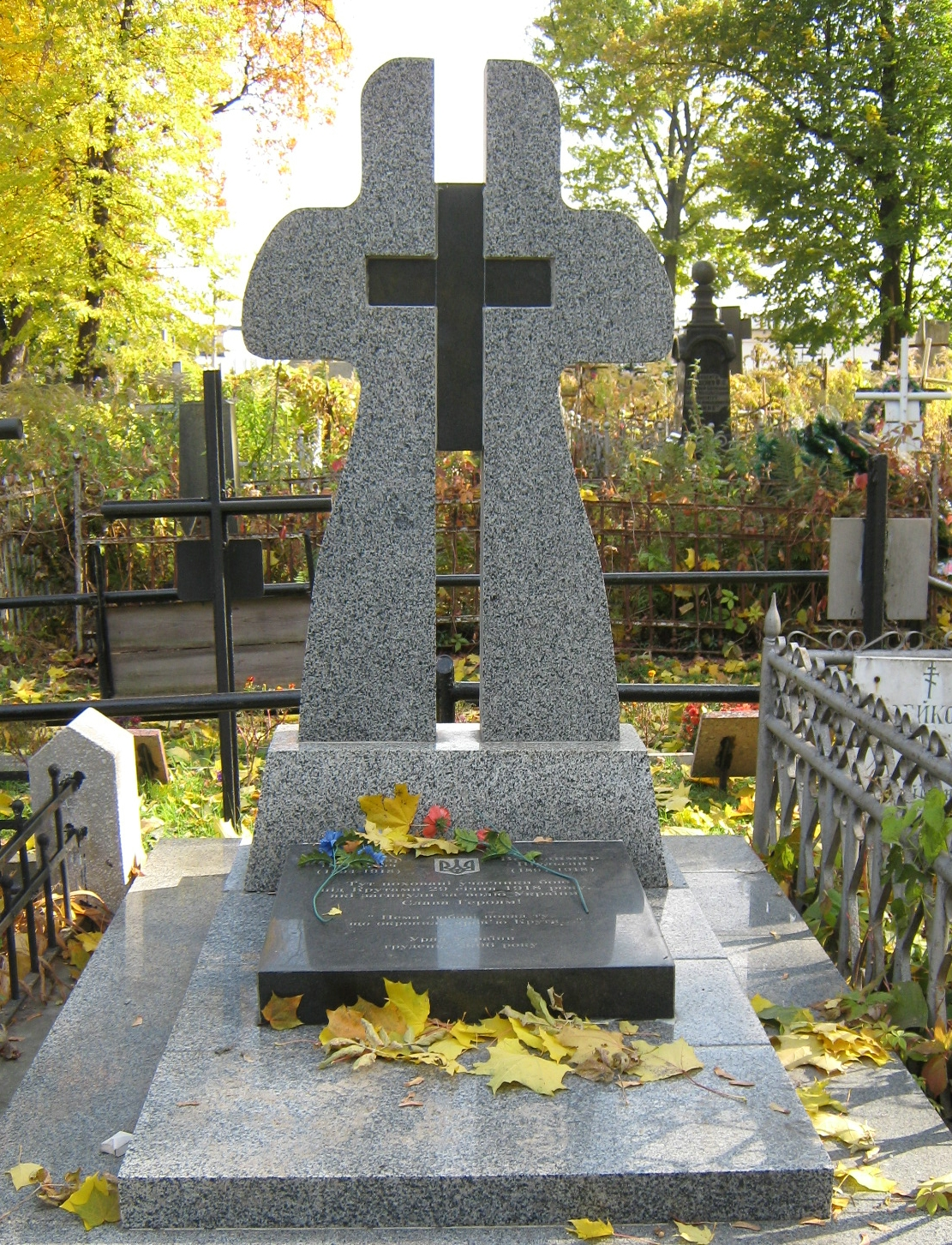
Могила вояків-крутян Володимира Наумовича та Володимира Шульгина на Лук'янівському цвинтарі.

За поширеними даними, на Аскольдовій могилі поховали 28 крутян. Проте згідно зі статтею історика Ярослава Тинченка 2016 року, точно відомо про поховання на Аскольдовій могилі двох крутян — Володимира Наумовича та Володимира Шульгина, на родинній ділянці Наумовича. Ховали їх в одній труні, оскільки перед смертю ті обнялись і так були розстріляні більшовиками. Тіла застигли, і в такому вигляді їх ексгумували під Крутами, а пізніше поклали в домовину. 1934 року радянська влада знищувала кладовище на Аскольдовій могилі, і цю труну з двома крутянами було перепоховано на Лук’янівському цвинтарі. Місцеперебування ж братської могили решти крутян залишається невідомим. Існують два фото церемонії поховання 1918 року, опубліковані в часописі «Літопис Червоної Калини» (1931, ч.2). Фото з траурною процесією було знято на сучасній площі Лесі Українки, а на фото з похованням вдалося розрізнити Нове Братське військове кладовище на Звіринці, яке розбили у 1916 році у Києві для поховань тіл солдатів з фронтів Першої світової війни. Для підтвердження цієї версії на Звіринці, який за цей час зазнав величезних змін, потрібно провести пошукові роботи.
Згідно зі статтею Віталія Скальського, фото поховання на Новому Братському військовому кладовищі на Звіринці може фіксувати іншу процесію — урочисте масове поховання киян жертв більшовиків, що сталося за 9 днів до поховання крутян, 10 березня. Саме дата «10 березня 1918» міститься на фото з поховальної процесії крутянців в районі площі Лесі Українки. Проте зустрічаються й інші фото із часопису «Літопис Червоної Калини» (1932, число 3, с. 18–19), які точно фіксують поховання крутян, і які помилково підписані «10 березня» вже самим часописом.

### Героїзація

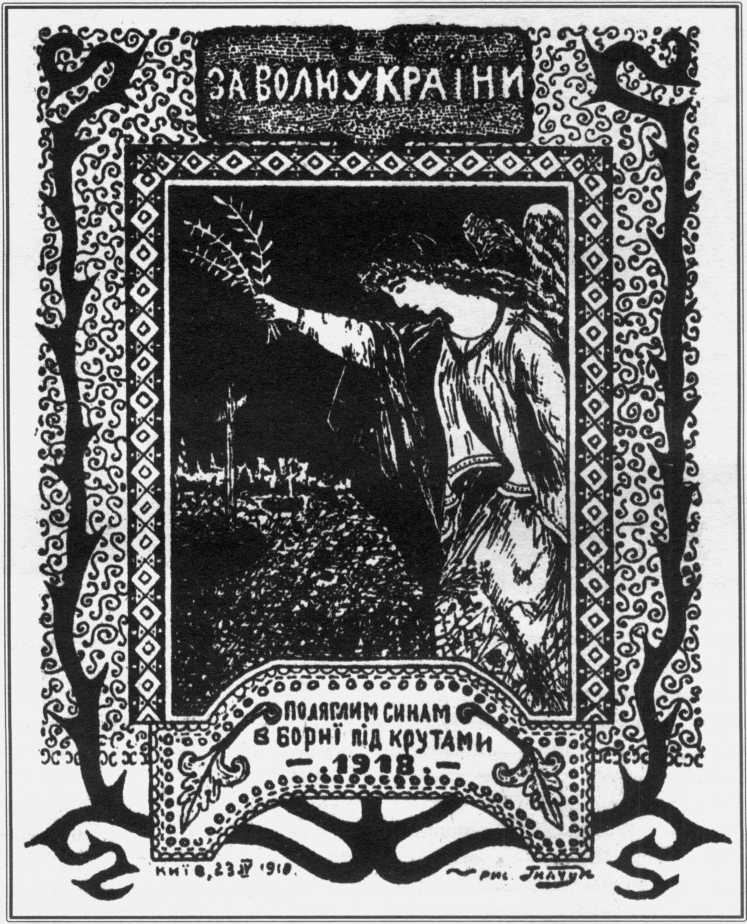
«За волю України. Поляглим синам в борнї під Крутами» — київський плакат 1918 року

Системна героїзація Бою під Крутами почалася за доби Української Держави гетьмана Павла Скоропадського. На це був і суспільний запит, у газеті «Нова Рада» 26 травня 1918 року з'явилася стаття з назвою «Про необхідність спорудження в Києві пам'ятника полеглим за незалежність України», яка закінчувалася закликом до влади: «аби міністерство освіти оголосило народну підписку на улаштування монументу забитим в боях з більшовиками українським школярам і студентам та доручило відділові плястичних мистецтв справу організації».
Урочистості з нагоди випуску учнів 2-ї української гімназії у Києві 2 червня 1918 року у присутності міністра освіти Миколи Василенка почалися з того, що директор гімназії Козленко в промові згадав про учнів, які загинули в боях з більшовиками. Як писала газета Нова Рада «На вшанування їх пам'яті всі встали».
В червні 1918 року департамент плястичних мистецтв подав міністру освіти доповідь про потребу будівництва пам'ятника на одній з площ Києва борцям за незалежність України, що полягли в Києві, Бахмачі та під Крутами. Міністр освіти запропонував голові департаменту професору Павлуцькому розробити статут про організацію спеціальної комісії, яка б і зайнялася будівництвом пам'ятника в Києві. По завершенню вироблення статуту і обрання комісії міністр обіцяв подати справу спорудження пам'ятника на затвердження Ради міністрів Української Держави. Того ж дня був утворений спеціальний фонд при департаменту плястичних мистецтв Міністерства освіти, якому було передано 500 карбованців Г.Коваленком (Гр. Гетьманцем), що складало 10 % від продажу його брошури «До страшних днів у Києві».
На початку вересня 1918 року пропозиція про спорудження пам'ятника на честь загиблих українських вояків у Києві, під Бахмачем і Крутами проти більшовицьких військ потрапила на розгляд гетьману України Павлу Скоропадському. 7 вересня 1918 року у газеті «Народня Справа» з'явилася новина, що гетьман «поставився до цієї ідеї прихильно і запропонував зложити для цього спеціальну комісію, після чого буде оголошено всенародній збір грошей для зазначеної мети. Пан гетьман заявив, що задля здійснення вшанування пам'яти перших борців за незалежність Української держави, українське правительство може зробити відповідну грошову допомогу».
Павло Тичина написав вірш, присвячений вшануванню полеглих — «Пам'яті тридцяти»:
| На Аскольдовій могилі Поховали їх — Тридцять мучнів-українців, Славних молодих... На Аскольдовій могилі Український цвіт! — По кривавій по дорозі Нам іти у світ. | На кого посміла знятись Зрадника рука? Квітне сонце, — грає вітер І Дніпро-ріка... На кого завзявся Каїн? Боже, покарай! Понад все вони любили Свій коханий край. | Вмерли в Новім Заповіті З славою святих. На Аскольдовій Могилі Поховали їх. Павло Тичина, 1918 рік |

Внаслідок окупації більшої частини України російською Червоною армією в 1921 році, про подвиг молоді під Крутами було забуто на понад 70 років в офіційній історіографії та мистецтві. Натомість про бій під Крутами завжди пам'ятали українці, які проживали за кордоном. Відзначаючи дату проголошення незалежності України, вони згадували й про крутян. Один із яскравих представників української діаспори — Євген Маланюк, наголошував:
|  | …нарід, творячи з якоїсь події леґенду — а Крути без сумніву, є і будуть однією з найвеличніших леґенд нашої нації, — знає, що він робить. Народня мудрість і національний ґеній — ця найвища земна справедливість — творячи свої леґенди і міти, цебто підносячи данну історичну подію до височини надісторичнищ, ніколи — щодо вибору тієї події — не помиляються. Не помилилися вони і у випадку Крут. |

У Галичині культ героїв Крут поширився серед пластової молоді, яка в 1926 році створила «Курінь Старших Пластунів ім. Бою під Крутами». Згодом, ініціативу вшанування Героїв Крут перейняло львівське студентство. II Студентська конференція, що відбувалася 1931 року ухвалила «вважати роковини бою під Крутами українським всестудентським святом». Наразі в Києві діє Пластовий курінь ч. 75 імені Героїв бою під Крутами.
Уже наступного року заходи на вшанування крутян було проведено в Празі та деяких інших містах Європи. Надалі вони стали невіддільним атрибутом громадського життя закордонних українців, особливо молоді. Львівський журнал «Студентський шлях» виступив ініціатором збору матеріалів про вшанування геройського чину.
Протягом десятиріч існували різні суперечливі трактування перебігу подій і кількості загиблих — від кількох до декількох сотень. Наприклад, Павло Тичина присвятив свій вірш «Пам'яті тридцяти», хоча до нашого часу збереглися тільки імена тих, кого було поховано на Аскольдовій могилі: [джерело?]
1. Андрій Омельченко, сотник
2. Володимир Шульгин
3. Павло Кольченко
4. Лука Дмитренко
5. Лизогуб Микола
6. Олександр Попович
7. Андріїв
8. Микола Божинський-Божко
9. Ізидор Курик
10. Олександр Шерстюк
11. Головощук
12. Чижів
13. Кирик
14. Андрій Соколовський
15. Микола Корпан
16. Микола Ганкевич
17. Євген Тарнавський
18. Гнаткевич
19. Григорій Піпський

Зацікавленість Крутянською подією посилилася під час Другої світової війни, що було пов'язано із боротьбою ОУН та УПА за незалежність України. Керівництво ОУН та командування УПА приклад Героїв Крут використовувало для патріотичного виховання своїх членів. У 1944-му одне із з'єднань групи (військової округи) «Тютюнник» отримало назву «Крути». Майже у всіх навчальних і виховних програмах для бійців УПА обов'язковим для вивчення був пункт про героїзм молоді під Крутами. В УПА та її запіллі була встановлена традиція відзначення пам'яті Героїв Крут як національного свята. В одному із директивних документів командування УПА наголошувалося, що «в дні 29 січня відсвяткувати величаво Свято Крут». Виконавцям доручалося «виробити у вояків святочний настрій, щоб вони глибоко застановилися над значенням цих річниць та назавжди закріпили твердо у своїх серцях».
В Україні відзначення бою під Крутами розпочалися лише напередодні проголошення її незалежності. 29 січня 1991 року з ініціативи Народного руху України, за участі В'ячеслава Чорновола, Студентської спілки, інших національно-демократичних організацій в Крутах було встановлено березовий хрест та відбувся перший невеличкий громадський мітинг.
На державному рівні вшановувати пам'ять героїв Крут почали в Україні лише 2004-го. За рік перед цим, у січні 2003-го Леонід Кучма підписав розпорядження «Про вшанування пам'яті героїв Крут». У багатьох містах України почали встановлювати пам'ятні знаки, в школах проводити вечори, присвячені цим подіям.
У період президентства Віктора Ющенка відзначення роковин бою під Крутами перетворилося на масштабну подію. Участь у велелюдних урочистостях брали вищі посадові особи держави, політики, представники громадськості.
Поетична робота київського поета Сергія Губерначука, який працював секретарем Ради громадської організації Історико-культурологічне товариство «Герої Крут», датована 2001-м роком. Авторське виконання вірша «Героям Крут» проходило зокрема під час офіційних зборів на честь вшанування загиблих юнаків.
На кривавому полі,
на горбочку край Крут
вітруганища голі
забігають в редут,
мертвим холодом стрілять,
світ шугають на смерть,
мов надіяться й вірять
відстояти цю твердь!
Сергій Губерначук, 2001 рік

### Пам'ятники
У Тернопільській області вшанували пам’ять Героїв бою під Крутами, зокрема Левка Лукасевича. Пам’ятну дошку на його честь відкрили на фасаді школи у селі Мшанець, що на Зборівщині. Довгий час історія подій під Крутами залишалася поза увагою офіційної історіографії СРСР і обростала міфами і вигадками з обох боків. Починаючи від твердження Муравйова, що він два дні відважно бився під Крутами проти відбірних військ УНР під проводом Петлюри, до збільшення кількості загиблих до 500 людей (або навіть до тисячі в деяких українських емігрантських колах). На правду Муравйову знадобилося два дні, щоби відремонтувати залізницю і зорганізувати свої сили. Щодо точної кількості загиблих, то офіційного підтвердження їхньої кількості ще й досі немає — за свідченням учасників подій ймовірно вбито було близько 250—300 осіб з українського боку, але відомі імена тільки тих, що потрапили в полон і були поховані на Аскольдовій могилі в Києві.
У радянські часи полеглі в Крутах кваліфікувалися як зрадники чи просто замовчувалися. Студентські могили з Аскольдової гори забрали та спочатку розбили на тому місці парк. Пізніше, після Другої Світової Війни тут поховали радянських вояків, полеглих під час вигнання нацистських окупантів з Києва. З часу подій уперше про увічнення пам'яті студентів згадали в 1990-х рр., коли Народний Рух України встановив тут дерев'яний хрест.
- Монумент битви під Крутами 1918 р. (автор Анатолій Гайдамака, 2006 р.) копія однієї з колон портику Червоного корпусу заввишки 10 метрів
- Акція пам'яті Героїв Крут, 29 січня 2011, Крути

Від того часу були плани звести більший, постійний монумент у самих Крутах. Тільки 2000 року архітектор Володимир Павленко серйозно почав займатися проєктуванням пам'ятника. 2006 року Меморіал пам'яті героїв Крут на залізничній станції Крути нарешті відкрили за участю Президента Віктора Ющенка. Автор меморіалу, Анатолій Гайдамака, представив пам'ятник як насипаний пагорб заввишки 7 метрів, на якому встановлено 10-метрову червону колону. Червона колона мала нагадувати про подібні колони Київського Університету, звідки були більшість студентів під Крутами. Біля підніжжя пагорба побудовано капличку, а поруч із пам'ятником викопано озеро у формі хреста. У 2008 році меморіал доповнили сімома вагонами і відкритою залізничною платформою військового ешелону, які встановлено на рейках по 4 з двох сторін. Однак офіційно його так і не було оформлено, а відтак музей у Крутах, як і Музей УНР у Києві, позбавлений державного фінансування і наразі існує реальна загроза їхнього закриття.
- Символічна могила крутян на Аскольдовій могилі у Києві, до 2012 р.
- Камінний хрест на Аскольдові могилі, встановлений у 2012 р.

На початку 2012 року на місці дерев'яного хреста на Аскольдовій могилі було встановлено справжній пам'ятник крутянцям: виготовлений із дорогого каменя козацький хрест, у центрі якого висічений тризуб, під яким промовиста і символічна цитата зі святого Євангелія — «Найбільша любов — життя покласти за друзів». Показово, що пам'ятник встановили не президенти, урядовці, депутати та інші високопосадовці, які впродовж багатьох років клялися це зробити, а звичайні громадяни.
23 серпня 2006 року в м. Луцьку був відкритий пам'ятний хрест героям Крут.
29 січня 2018 року на Львівській площі у Києві, навпроти Київського національного економічного університету імені Вадима Гетьмана, відкрито пам'ятник Героям Крут у вигляді кам'яного хреста з викарбуваною датою бою.
У Тернопільській області на фасаді школи відкрили пам’ятну дошку Герою Крут Левку Лукасевичу.  

### Топоніміка і почесні назви
Назву «Героїв Крут» носять алеї, бульвари, вулиці і провулки у десятках українських міст, зокрема у Києві, Одесі, Дніпрі. Так, у травні 2022 року, в місті Городок Хмельницької області вулицю Тургєнєва перейменували на вулицю Героїв Крут.
Мають ім'я «Героїв Крут» і військові навчальні заклади:
- Львівський державний ліцей з посиленою військово-фізичною підготовкою імені Героїв Крут
- Військовий інститут телекомунікацій та інформатизації імені Героїв Крут (з 29 січня 2018)[45].

### Громадські й культурно-мистецькі заходи
- 2000 року вийшов авдіодиск з назвою «VA - Крути. Концерт Для Ангелів»[46].
- «Концерт для янголів» — рок-концерт, що відбувався щороку від 2005 до 2007 року в Києві для вшанування пам'яті полеглих під Крутами.
- Тематиці бою під Крутами присвячено ряд музичних творів, зокрема:
  - пісня «Пам'яти тридцяти» на слова Павла Тичини з диска «Марія» співачки Марії Бурмаки;
  - пісня «29 січня» з альбому «…і мертвим, і живим, і ненародженим…» рок-гурту «Сокира Перуна»;
  - пісня «Ніколи не плач» з альбому «Грім в ковальні Бога» рок-гурту «Тінь Сонця»;
  - пісня «Сповідь розстріляних душ» з альбому «Вільна земля» рок-гурту «Веремій»;
  - пісня «Дяка» з альбому «Перехрестя двох вітрів» рок-гурту «HASPYD».
- 2025 року на YouTube опубліковано запис радіоп'єси «Бій під Крутами» (1964), який раніше ніде не публікувався[47].

### У кінематографі

Леонід Перфецький, «Крути-станція»

Київський мурал «Герої Крут»

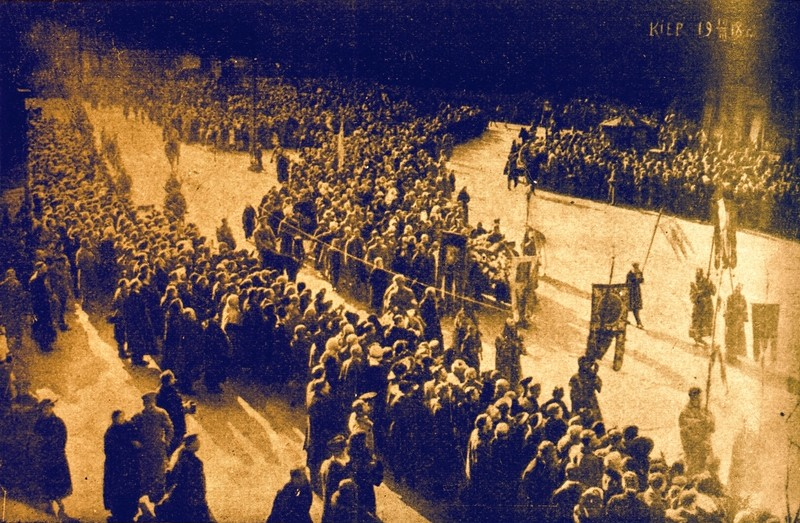
Часто цю фотографію подають як похорон крутянців. Насправді на ній зображено похорон 91 жертви більшовицького терору у лютому 1918 р. Київ. 10 березня 1918 р.

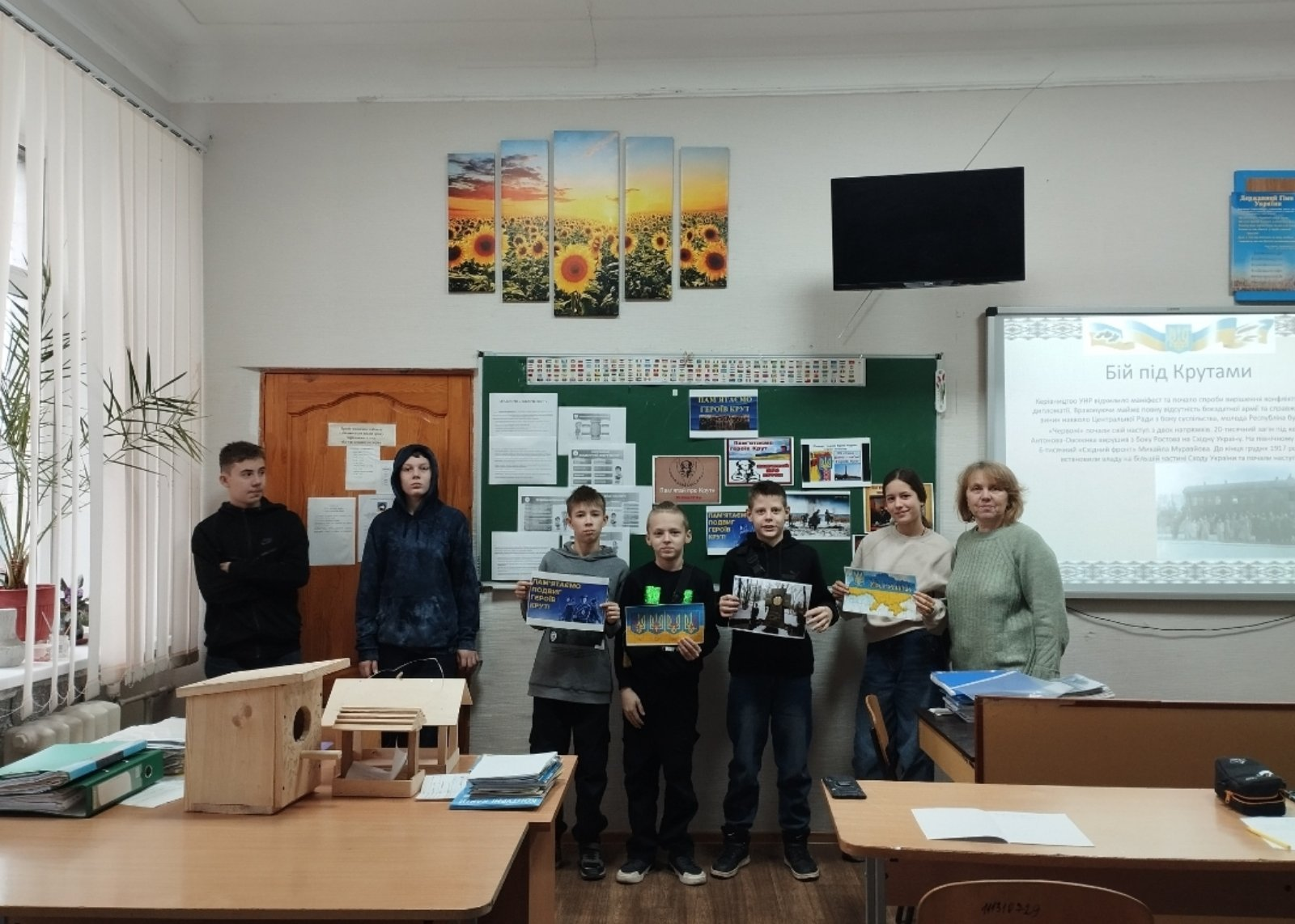
На уроках історії та пам'ятних класних годинах вчителі відзначають цей пам'ятний день разом із учнями

- 2011 «Особливий погляд. Герої Крут» — документальний фільм про героїв Крутів.
- 2012 «Україна: забута історія. Крути: молода кров» — документальна стрічка про битву під Крутами.
- 2014 «Герої України. Крути. Перша Незалежність» — документальний фільм про героїв Крутів.
- 2019 «Крути 1918» — історичний художній фільм, що присвячено 100-річчю битви під Крутами.

### У живописі
У 1931 році львівський художник Олександр Климко намалював картину «Бій під Крутами», яка експонувалася в Українському військовому музеї у Львові, та була знищена більшовики після «визволення Західної України».
Колишній вояк Дієвої Армії УНР, художник-баталіст Леонід Перфецький, написав картину «Крути-станція», на якій зобразив бій під Крутами.
У 1961 році Микола Бідняк намалював картину «Битва під Крутами».
Бою під Крутами присвятили свої праці художник Сергій Мако — картина «Один з-під Крут», Микола Битинський — ілюстрацію присвячену пам'яті героїв Крут у часописі «Гуртуймося», № 1 (13), січень-березень 1935 року, Іван Крислач гравюру «Крути» у 2004 році.
Також до теми бою під Крутами зверталися ілюстратори Олександр Ком'яхов, Святослав Пащук та Юрко Журавель.

### Інше
29 січня 2016 року у Харкові, на будинку по вулиці Феєрбаха 1а, з'явився стінопис, присвячений Героям бою під Крутами. Стінопис створений за ініціативи вояків «Азову» та «Східного корпусу», які служили в зоні АТО. Цей стінопис неодноразово зазнавав нападів з боку вандалів.
29 січня 2017 року в Сумах було відкрито пам'ятну дошку Героям Крут біля пішохідної арки будинку № 36 по вулиці Героїв Крут.
18 грудня 2018 року у Києві на будинку по вулиці Великій Васильківській, 111/113 з'явився стінопис, який присвячений Героям бою під Крутами роботи художника Андрія Пальваля.
29 січня 2022 року у Києві, маршем декількох сотень людей від станції метро Арсенальна до Аскольдової могили було вшановано 104-ті роковини бою під Крутами.

## Цікаві факти
- Матвій Данилюк (1892—1994), єдиний учасник бою під Крутами, який дочекався відновлення незалежності України 1991 року, ще й зустрівши її у селі Ватин Волинської області.

## Спогади. Статті сучасників
Спогади
- Спогади [Архівовано 20 жовтня 2016 у Wayback Machine.]
- Лоський Ігор. Крути[недоступне посилання з червня 2019].
- Ша́рий Іван. Січовики під Крутами [Архівовано 22 жовтня 2016 у Wayback Machine.].
- Лукасевич Левко. Бій під Крутами [Архівовано 28 серпня 2016 у Wayback Machine.].
- Гончаренко Аверкій. Бій під Крутами [Архівовано 28 серпня 2016 у Wayback Machine.].

Статті
- Статті [Архівовано 20 жовтня 2016 у Wayback Machine.].
- Маланюк Євген. Світять, як зорі, світять могили! [Архівовано 28 серпня 2016 у Wayback Machine.]
- Самчук Улас. Крути [Архівовано 3 січня 2020 у Wayback Machine.].

### Довідки
- Battle of Kruty [Архівовано 14 серпня 2015 у Wayback Machine.](англ.) // Encyclopedia of Ukraine — vol. 2 (1988)
- Крути [Архівовано 23 травня 2012 у WebCite] // Довідник з історії України

### Публіцистика
- Маланюк Є. Крути. Народини нового українця. [Архівовано 16 лютого 2018 у Wayback Machine.] — Прага: Українське видавництво «Пробоєм», 1941. — 28 с.
- Наталя Трофімова. Герої Крут: справжні та самопроголошені [Архівовано 15 лютого 2017 у Wayback Machine.] // День, 31 січня 2006
- Людмила Гуренко, A чи закінчився Бій під Крутами? [Архівовано 16 грудня 2007 у Wayback Machine.] // personal-plus.net — № 4 (155) 25, 31 січня 2006
- КРУТИ. Битва під Крутами (бій під Крутами). Історична довідка // cult.gov.ua, 2008
- Михайло Жирохов, Бій під Крутами: символ героїзму українців [Архівовано 6 лютого 2017 у Wayback Machine.] // cheline.com.ua, 29 січня 2017
- Богдан Романенчук (30 січня 2018). Пам’яті лицарів абсурду. www.istpravda.com.ua. Історична правда. Архів оригіналу за 5 лютого 2018. Процитовано 5 лютого 2018.
- Ігор Бігун, Свобода, або смерть! Гайдамаки з Академії [Архівовано 25 липня 2021 у Wayback Machine.] // Історична правда, 28 вересня 2018
- Бойко Володимир. Чи був другий бій під Крутами? // Газета День, 28.01.2023

### Мемуари
- Сотник Аверкій Гончаренко, командир куріня 1-ї ім. гетьмана Б. Хмельницького Юнацької Військової школи і комендант оборони Бахмача в 1917 р. [Архівовано 18 січня 2007 у Wayback Machine.] // Вечірній Київ. — 1994. — 4 лют.

### Новини
- Президент открыл памятник Героям Крут [Архівовано 15 лютого 2017 у Wayback Machine.] // Korrespondent, August 25, 2006
- Вандалам, які понівечили пам'ятник Героям Крут, «світить» від двох до п'яти років // comments.ua
- Присвяти ікону герою. Громадська акція [Архівовано 14 вересня 2011 у Wayback Machine.] // groupua.org

### Сайти
- http://www.kruty.org.ua/ [Архівовано 23 січня 2009 у Wayback Machine.] — сайт присвячений подвигу Героїв Крут (спогади, статті, ілюстрації, поезія, пісні)
- Українаріус
- Подвиг героїв Крут. Пісня про бій під Крутами [Архівовано 26 вересня 2007 у Wayback Machine.] // pisni.org.ua
- Збірка конспектів, презентації про Крути [Архівовано 28 січня 2015 у Wayback Machine.] // erudyt.net

### Відео
Документальне
- «Лист без конверта» Цикл «Невідома Україна»: нариси нашої історії, Фільм 91 [Архівовано 20 лютого 2022 у Wayback Machine.] // Київнаукфільм — 1993
- Бій під Крутами [Архівовано 27 січня 2022 у Wayback Machine.] // Мілітарний Портал — 2008
- Україна: забута історія — Крути — Молода Кров [Архівовано 2 лютого 2021 у Wayback Machine.] // ТОВ «LV-STUDIO» на замовлення Телеканал «МЕГА» — 2012
- Герої України. Крути. Перша Незалежність [Архівовано 3 травня 2016 у Wayback Machine.] // НТКУ, реж. Сніжана Потапчук — 2014
- Бій під Крутами: що треба знати / Ірина Фаріон у програмі «Велич особистости» [Архівовано 26 січня 2022 у Wayback Machine.] // «42 студія» для Телеканал «Рада» — 1.02.2015
- Крути. З циклу Перемоги України. [Архівовано 8 лютого 2017 у Wayback Machine.] // Wild Fox Film, ЦДКФФА України ім. Пшеничного — 2017
- Розсекречена історія. Історичні міфи про бій під Крутами [Архівовано 11 лютого 2021 у Wayback Machine.] // UA: Перший — 2018
- Уроки історії. Уся (не)правда про Крути [Архівовано 6 лютого 2021 у Wayback Machine.] // Лікбез. Історичний фронт — 2018
- «300 українських спартанців» та інше. Головні міфи про бій під Крутами [Архівовано 2 лютого 2021 у Wayback Machine.] // «Історія без міфів» з Владленом Мараєвим — 2021

Художнє
- Григорій Піпський. День незалежності [Архівовано 13 лютого 2021 у Wayback Machine.] // Телеканал СТБ — 2016